# تارا آلیشا بری
تارا آلیشا بِری (انگلیسی: Tara Alisha Berry؛ زادهٔ ۱۹ مهٔ ۱۹۸۸) یک هنرپیشه اهل هند است. وی از سال ۲۰۱۱ میلادی تاکنون مشغول فعالیت بوده‌است.وی در شهر بمبئی زاده شد.تحصیلاتش را در کالیفرنیا و در رشته تهیه‌کنندگی و فیلمنامه‌نویسی به پایان رساند.

## اوایل زندگی
تارا در روز ۱۹ مهٔ ۱۹۸۸ بدنیا آمد. او دختر گاتام بری (همسر اول کیرون کهیر) و ناندینی سن است.

## فیلم‌شناسی
فیلم
| سال  | نام فیلم           | نقش    | زبان  | توضیحات            |  |
| ---- | ------------------ | ------ | ----- | ------------------ |  |
| ۲۰۱۱ | ۱۰۰٪ عشق           | سواپنا | تلوگو | اولین حضور در فیلم |  |
| ۲۰۱۱ | پول پول، پول بیشتر | مگانا  | تلوگو |                    |  |
| ۲۰۱۸ | من و تو            | دختر   | هندی  | فیلم کوتاه         |  |
| ۲۰۲۰ | بیسکویت            | آنیتا  |       |                    |  |
| ۲۰۲۴ | قتل مبارک          | گنگا   | هندی  |                    |  |

## پبوند به بیرون
- تارا آلیشا بری در بانک اطلاعات اینترنتی فیلم‌ها (IMDb)
- تارا آلیشا بری در بالیوود هانگاما